# Wiktor Nikolajewitsch Popow
Wiktor Nikolajewitsch Popow (russisch Ви́ктор Никола́евич Попо́в, englische Transkription Victor Nikolaevich Popov; * 27. Oktober 1937; † 16. April 1994) war ein russischer theoretischer Physiker.
Popow studierte theoretische Physik an der Staatlichen Universität Leningrad (LGU) und arbeitete ab 1959 in der Gruppe von J. Nowoschilow am Leningrader Zweig des Steklow-Instituts (LOMI). Nach der Auflösung der Gruppe ging er wieder an die Leningrader Universität, wo er sich habilitierte und Assistenzprofessor für mathematische Physik wurde. Hier begann die Zusammenarbeit mit seinem Kollegen Ludwig Faddejew, zunächst über Anwendungen der Diagrammtechniken der Quantenfeldtheorie in der Festkörperphysik. 1965 ging er wieder ans LOMI, wo er für den Rest seiner Karriere blieb und mit Faddejew die Gruppe für mathematische Physik bildete.
Er ist bekannt für seine Arbeiten über die Quantisierung von Eichfeldtheorien, insbesondere die Einführung von Faddejew-Popow-Geistern mit Ludwig Faddejew. Die Notwendigkeit der Einführung solcher unphysikalischen Freiheitsgrade bei der Quantisierung von Eichfeldtheorien erkannte zuvor schon Richard Feynman Anfang der 1960er Jahre. Wie auch Feynman untersuchten Faddejew und Popow Yang-Mills-Felder zunächst nur als Modelle der Quantisierung der Gravitation. Hinter der Faddejew-Popow Konstruktion steckt die differentialgeometrische Interpretation von Eichfeldern mit Hilfe von Faserbündeln, die Faddejew damals aus den Lehrbüchern von André Lichnerowicz kannte.

## Verweise
1. ↑  Er war nicht dessen Schüler, vergleiche die Erinnerungen von Faddejew Journal of Math.Sciences Bd. 88, 1998, S. 111
2. ↑  Faddeev, Popov "Feynman diagrams for the Yang-Mills field", Physics Letters B, Bd. 25, 1967, S. 29

| Personendaten    | Personendaten                                                                            |
| ---------------- | ---------------------------------------------------------------------------------------- |
| NAME             | Popow, Wiktor Nikolajewitsch                                                             |
| ALTERNATIVNAMEN  | Попов, Виктор Николаевич (russisch); Popov, Victor Nikolaevich (englische Transkription) |
| KURZBESCHREIBUNG | russischer Physiker                                                                      |
| GEBURTSDATUM     | 27. Oktober 1937                                                                         |
| STERBEDATUM      | 16. April 1994                                                                           |